# Сада (Майотта)
Сада́ (фр. Sada) — муніципалітет у Франції, в заморському департаменті Майотта. Населення — 8007 осіб (2007).
Муніципалітет розташований на відстані близько 8300 км на південний схід від Парижа, 16 км на південний захід від Мамудзу.